# Spodnja Vižinga
Spodnja Vižinga este o localitate din comuna Radlje ob Dravi, Slovenia, cu o populație de 313 locuitori.